# Шатрище (станція)
Шатрище — проміжна залізнична станція Коростенського напрямку Південно-Західної залізниці. Розташована поблизу села Шатрище.
Станція розміщується між зупинними пунктами Новаки (відстань — 3 км) та Древлянка (відстань — 3 км).
Станція була створена не пізніше 1931 року під назвою роз'їзд Шатрище, у 1932 році на ділянці Тетерів — Коростень було прокладено другу колію. 1983 року станцію у складі ділянки Чоповичі — Коростень було електрифіковано.
Особливістю станції є те що на ній відсутній вокзал для обслуговування пасажирів.